# Shearella alii
Espèce
Shearella alii est une espèce d'araignées aranéomorphes de la famille des Tetrablemmidae.

## Distribution
Cette espèce est endémique d'Inde. Elle se rencontre dans les Ghâts occidentaux.

## Publication originale
- Sankaran & Sebastian, 2016 : A checklist of Indian armored spiders (Araneae, Tetrablemmidae) with the description of a new species from the Western Ghats. Zootaxa, no 4084(3), p. 443-450.